# Houssay, Loir-et-Cher

Houssay este o comună în departamentul Loir-et-Cher, Franța. În 1 ianuarie 2022 avea o populație de 371 de locuitori.